# Platero et moi
Platero y yo

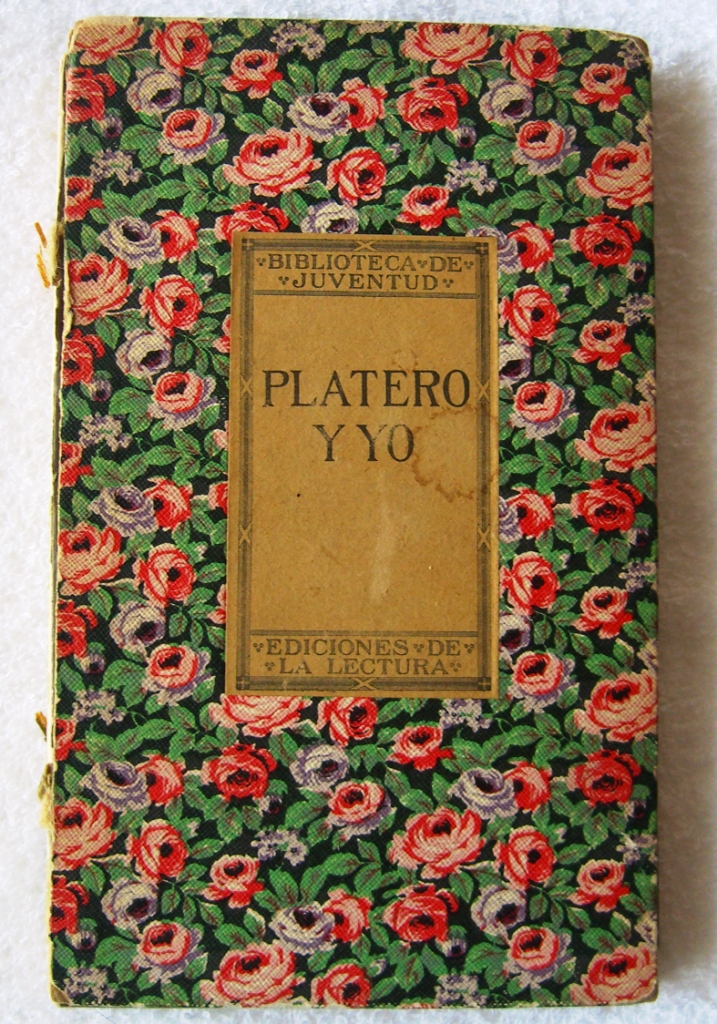
Première édition de Platero y yo, 1914.

Platero et moi (titre espagnol original : Platero y yo), publié en 1914, est le plus célèbre des récits en prose du poète espagnol Juan Ramón Jiménez, prix Nobel de littérature en 1956.
Sous-titré Élégie andalouse, il s’agit d’un récit poétique qui décrit la vie et la mort de l’âne Platero, compagnon du poète, prétexte à la description poétique de la vie andalouse, nature environnante, village de Moguer, saisons et personnages. Platero est aussi le symbole et le paradigme de l’âne andalou, méditerranéen, et au-delà, de l’animal domestique universel, à la fois outil de travail, moyen de transport mais aussi compagnon, ami et confident.
L’œuvre comprend 138 courts chapitres, comme autant de petits poèmes en prose. Une première édition partielle, comprenant 63 chapitres, est publiée à Madrid en 1914, dans une édition pour la jeunesse (éditions La Lectura). L’édition intégrale sort en 1917 (éditions Calleja, Madrid). Il connut un immense succès, devint livre de lecture scolaire dès 1920 et représente depuis lors l’un des livres les plus lus en Espagne et en Amérique latine.

## Résumé

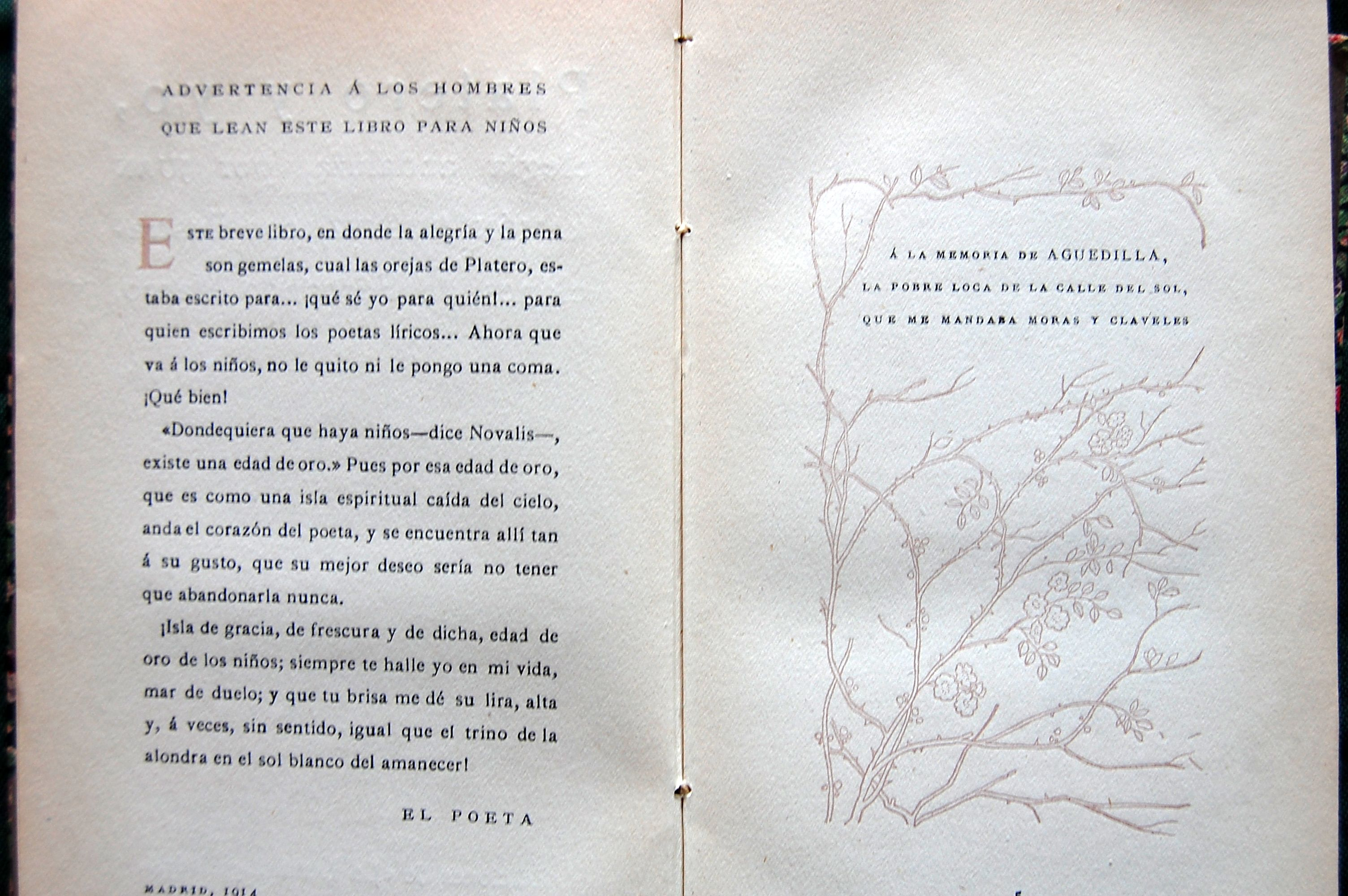
« Avertissement » de l'auteur dans l’édition originale de 1914.

Ce livre a plusieurs niveaux de lecture : une chronique de la vie quotidienne à Moguer au début du XXe siècle, mais aussi un journal intime, un récit poétique ne racontant pas une histoire, mais évoquant seulement une suite d’instants privilégiés où, comme dans tout récit poétique, trois éléments sont primordiaux : le personnage narrateur, l’espace et le temps ; les saisons se détachent clairement et l’ensemble du récit est organisé autour d’elles en une suite de petits tableaux peignant des moments heureux ou malheureux, tous liés au lieu dans lequel l’action se déroule : le village du poète, Moguer (province de Huelva).
Dans ce lieu, à la fois typique et quelconque, les mois et les saisons suivent leur cours, mais non datés, ce pourrait être les mois ou les saisons d’une année quelconque, de n’importe quelle année. Ce n’est pas le temps de l’histoire, c’est un temps atemporel, mythique, qui découpe la réalité en une suite discontinue faite de moments choisis où la nature – animaux, végétaux, minéraux – est fréquemment humanisée. Platero, récit basé apparemment sur de simples souvenirs, délivre aussi une leçon de vie : la nature environnante bouge, change d’aspect, de couleur ; la vie n’est pas seulement l’héroïsme des grands événements, de la grande histoire, mais aussi quelque chose de plus intime, tendre et chaleureux.

## Critique
En plus de ses évidentes qualités littéraires indissociables du contenu évoqué, toutes ces raisons expliquent que Platero et moi : élégie andalouse soit devenu un modèle de langue et d’esthétique en Espagne et qu’il représente pour l’aire hispanique, ce  que Pinocchio, le Petit Prince ou La Chèvre de monsieur Seguin représentent pour les Italiens ou les Français : une œuvre d’auteur touchant au mythe.
C’est à ce titre que, livre pour la jeunesse mais lu par des adultes, il est étudié dans les universités du monde entier et a donné lieu à une bibliographie impressionnante.

## Adaptations et transpositions

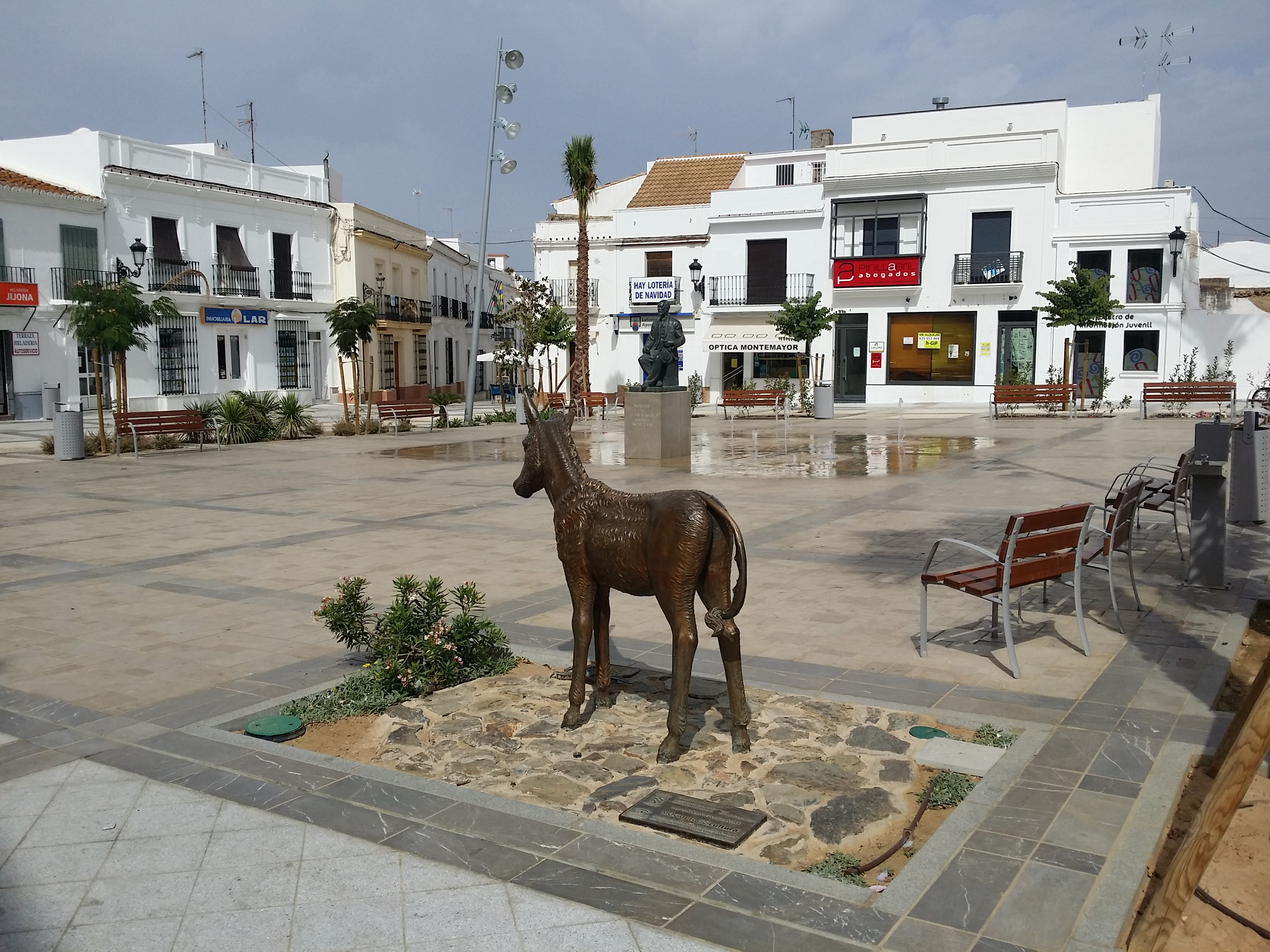
Sculpture de l’ânon Platero ornant la Plaza del Cabildo à Moguer, en face de la mairie.

Comme tous les classiques, Platero y yo a suscité à son tour des recréations, des adaptations et transpositions à d’autres arts (musique, cinéma, sculpture…) :
- 1960 : Platero y yo : élégie andalouse pour narrateur et guitare, opus 190 du compositeur italien Mario Castelnuovo-Tedesco qui met en musique 28 chapitres pour en faire une œuvre nouvelle où musique et texte s’harmonisent parfaitement (éditions musicales Perben). Premier enregistrement mondial en 2008 aux éditions Oui Dire  : narrateur Clément Riot, guitare Miguel-Angel Romero. Livret de Jacques Issorel pour l’analyse poétique et d’Alicia Diaz de la Fuente pour l’analyse musicologique. ODL 667-68 en langue originale, ODL 665-66 en version française.
- 1964 : Platero y yo, film espagnol réalisé par Alfredo Castellón (95 min)
- 1974 : le compositeur Cristóbal Halffter compose un Platero y yo pour chœur, voix solistes et récitant.
- En 1958, Jean Giono fut sollicité par le producteur et réalisateur de cinéma américain Edward Mann d’écrire le scénario d’un film à adapter de Platero et moi. Cependant, après quelques préparatifs, le projet finalement n’aboutira pas[1],[2].

## Dans la culture populaire
- Dans le premier épisode de la saison 4 de la série télévisée La casa de papel, Tokyo récite une partie de Platero et moi au Professeur pour lui prouver qu'elle apprend vite et qu'on peut lui confier le braquage.